# 아이큐 플레이어
아이큐 플레이어(영어: iQue Player)는 닌텐도와 중국계 미국인 과학자 옌웨이(顔維群)가 2002년 설립한 조인트 벤처 회사인 선유커지(神游科技)에서 중화인민공화국에서 발매한 게임기로 닌텐도 64와 동일한 성능을 가지고 있다. 아이큐는 2003년 도쿄 게임쇼에서 첫 선을 보였으며 같은해 11월 17일 중화인민공화국에서 발매되었다. 2004년 일본에도 발매할 계획이었지만 취소되었다.
아이큐의 게임은 닌텐도 64의 롬 카트리지와는 달리 게임 판매점에 설치된 아이큐 디포(iQue depot)라는 기기에서 일정요금을 지불하고 64M의 플래시 카트리지에 다운로드 받는 방식으로 이 카드리지를 본체나 컨트롤러의 슬롯에 끼워 플레이한다. 또 2004년에는 전용 케이블을 사용하여 인터넷으로 게임을 다운로드받는 방식도 도입하였다고 한다.
선유커지(神游科技)는 아이큐 발매후 「iQue GBA」(게임보이 어드밴스）, 「iQue GBA SP」（게임보이 어드밴스 SP）, 「iQue DS」（닌텐도 DS）, 「iQue Gameboy Micro」（게임보이 마이크로）, 「iQue DS Lite」（닌텐도 DS 라이트）「iQue DSi」（닌텐도 DSi）「iQue 3DS XL」（닌텐도 3DS XL)를 발매하였다. 하지만 중국 정부 정책으로 인해 홍콩과 중화민국을 제외한 나머지 닌텐도 스위치를 발매하지 않았다. 다만 소프트웨어 번체와 간체 현지화 작업을 담당하여 운영하고 있으며, 현재는 닌텐도가 나머지 합작 지분을 모두 확보하여 자회사로 운영하였다.

## 사양
아이큐는 닌텐도 64를 기본으로 제작되었으나 시스템 온 칩(SOC : System-on-a-chip)으로 크기를 줄였다.
- CPU : NEC VR4300, 93.75MHz
- 메모리 : 4MB 램버스 RDRAM
- 그래픽 : RCP, 62.5MHz, 256*224 ~ 640*480, 32비트 컬러
- 사운드 : 스테레오 ADPCM, 16비트, 48kHz

## 발매 게임
| 게임 제목                                                           | 중문 제목 (간자체)   |
| ------------------------------------------------------------------- | -------------------- |
| 닌텐도 올스타! 대난투 스매시브라더스 (Super Smash Bros.)            | 任天堂明星大乱斗     |
| 닥터마리오 64 (Dr. Mario 64)                                        | 马力欧医生           |
| 동물의 숲 (Animal Forest)                                           | 动物森林             |
| 마리오 스토리 (Paper Mario)                                         | 纸片马力欧           |
| 마리오 카트 64 (Mario Kart 64)                                      | 马力欧卡丁车         |
| 슈퍼 마리오 64 (Super Mario 64)                                     | 神游马力欧           |
| 스타폭스 64 (Star Fox 64)                                           | 星际火狐             |
| 젤다의 전설 시간의 오카리나 (The Legend of Zelda: Ocarina of Time)  | 塞尔达传说-时光之笛- |
| 에프제로 X (F-ZERO X)                                               | 未来赛车             |
| 요시 스토리 (Yoshi's Story)                                         | 耀西故事             |
| 웨이브 레이스 64 (Wave Race 64)                                     | 水上摩托             |
| 익사이트 바이크 64 (Excitebike 64)                                  | 越野摩托             |
| 죄와 벌: 지구의 계승자 (Sin and Punishment: Successor of the Earth) | 罪与罚-地球的继承者- |
| 커스텀 로보 (Custom Robo)                                           | 组合机器人           |